# 大阪青凌中学校・高等学校
大阪青凌中学校・高等学校（おおさかせいりょうちゅうがっこう・こうとうがっこう）は、 大阪府三島郡島本町にある私立の中学校・高等学校。設置者は学校法人浪商学園。

## 概要
昭和末期の高校生急増期に、生徒を受け入れる目的で「浪商高等学校高槻学舎」として設立されたのが始まり。

校名の由来は、「青雲の志を凌ぐ」との意味を込めて中国古典から「青凌」の文字を採ったとしている。

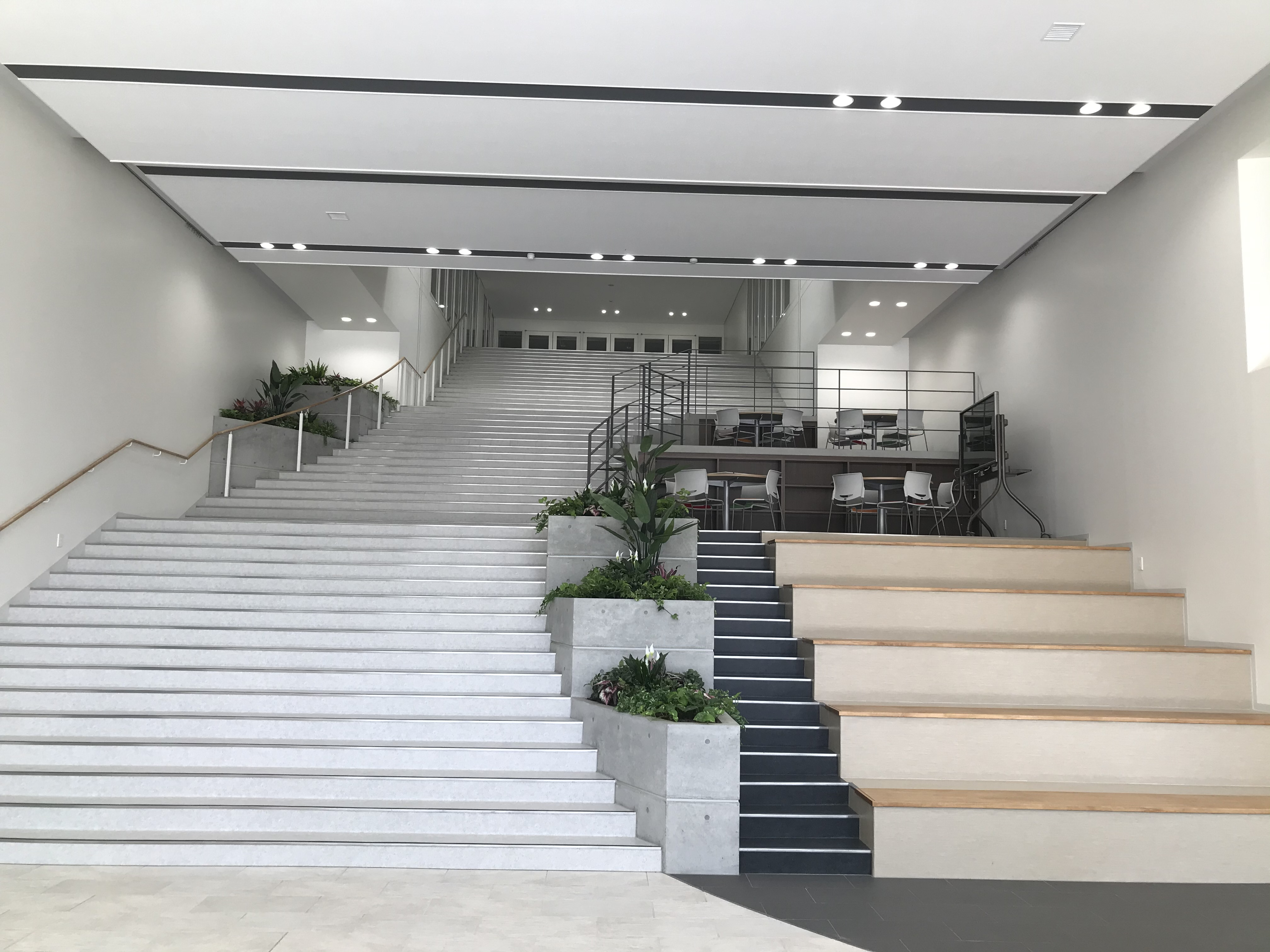
大阪青凌中学校・高等学校のエントランス

朝7時半から登校可能だが、始業時刻は9時である。始業時刻を遅らせている理由について、学校側は「島本町では、私たちはあくまでも新参者」「地元の学校や企業、島本町役場等との通勤通学時にバッティングした際の混雑を考慮」した結果としている。
令和2年度から3時限目と4時間目の間に昼休みを入れている。

## 沿革
団塊ジュニア世代の進学する1980年代の高校生急増期を控え、大阪府と大阪府私立中学校高等学校連合会（大阪私中高連）が協議を行う。その際に、高校生の受け入れ対策として「1983年度・1984年度には、私立学校も募集定員を増やす」方針が示され、1979年（昭和54年）9月に合意した。この方針では、公立・私学とも従来の高校進学率の維持を基本とした上で、「私学の高校生受け入れ努力・条件整備に対して府も助成（へ努力）すること」が申し合わされており、募集定員増加を検討するよう私中高連から大阪府内の私学へ要請した。
そこで、学校法人浪商学園でも高校生144名を引き受けることとなり、1983年に高槻市内に新たに浪商高校高槻学舎（当時は男子校）を開設した。
- 1983年4月7日、浪商高等学校（現・ 大阪体育大学浪商中学校・高等学校）の分校として、大阪府高槻市前島三丁目2番1号に開校。
- 1985年、大阪青凌高等学校と改称して独立校となり、大阪青凌中学校も併設。以来中高一貫校として、中高一貫教育を実施している。
- 2000年より、男女共学化。
- 2020年4月、三島郡島本町若山台1丁目（旧・サントリー中央研究所）に移転。高槻市の旧校地を「前島校舎」、現校地を「島本校舎」と呼んでいる[1]。

## 基礎データ

### 校訓
自主自律

### 教育目標
「ひとつ上の自分へ」

### 設置コース

#### 高校（普通科）
- 進学コース - 関西地方の有名私大を目標にしたコース。
- 特進コース - 国公立大学・難関私大を目標にしたコース。
- 特進Sコース - 難関国公立大学を目標にしたコース。

### 生徒数
2023年度の募集定員は、高校が280名（特進S40名、特進80名、進学160名）で中学が30名。
学生は高槻市からの通学者が全体の1/3程度を占めており、次いで茨木市、吹田市などの近隣市町村からの通学者が多い。なお、京都府内からの進学者は10名以下に留まっている。

## 交通アクセス
鉄道
- JR京都線（東海道本線）島本駅より徒歩約10分
- 阪急京都本線水無瀬駅より徒歩約15分

なお、上記両駅から阪急バスの利用も可能。若山台センター行きに乗車、「若山台一丁目」バス停下車すぐ。

## 不祥事

### 受験料負担
成績優秀な生徒に受験料を学校側が負担したことがあった。例えば、2006年の場合、生徒7人前後が関西大学、関西学院大学、同志社大学、立命館大学のいわゆる「関関同立」に延べ約20学部・学科の合格があった。

## 関係者と組織

### 関連団体
- 青友会 - 同窓会の名称

### 主な出身者
- 稲垣龍太郎 - 元アナウンサー
- SO-SO - HumanBeatBoxer